# Franz Overbeck
Franz Camille Overbeck (Szentpétervár, 1837. november 16. – Bázel, 1905. június 26.) német protestáns teológus.

## Élete
Franz Heinrich Herrmann Overbeck kereskedő és Jeanne Camille Cerclet fiaként született. Tanulmányait 1856-tól Lipcsében, Göttingenben, Berlinben végezvén, 1864-ben Jénában magántanár, 1870-ben Bázelben rendkívüli, 1871-ben rendes teológiai tanár lett. 1876-ban feleségül vette Ida Rothpletzet (1848–1933). Negyedik kiadásban kiadta De Wettenek az Apostoli cselekedetekről szóló művét (Lipcse, 1870). Friedrich Nietzschével levelezésben állt.

## Saját művei
- Quaestionum Hippolyteanum Specimen (Jena, 1864)
- Ueber Entstehung und Recht einer rein historischen Betrachtung der Neutestam. Schriften in der Theologia (Basel, 1871; második kiadás 1874)
- Ueber dei Christlichkeit unserer heutigen Theologie, Eine Streit- unt Friedensschrift (Lipcse, 1873)
- Studien zur Geschichte der alten Kirche (1. rész, Schloss-Chemnitz 1875)
- Zur Geschichte des Kanons (1880)